# ژامبوک
ژامبوک (به مجاری:  Zsámbok) یک منطقهٔ مسکونی در مجارستان است که در ناحیه گودوللو واقع شده‌است. ژامبوک ۲۳٫۳۵ کیلومتر مربع مساحت دارد.